# Aquiles Cornejo
Néstor Aquiles Cornejo Cornejo (Nilahue, Pumanque, 2 de julio de 1926 - San Fernando, 19 de febrero de 2013), fue un contador y político chileno, militante de Renovación Nacional. Fue regidor, alcalde y concejal por San Fernando en varios periodos, además de bombero.

## Primeros años de vida
Nació en Pumanque, desde donde partió en su niñez a realizar sus estudios secundarios en el Liceo de Hombres Neandro Schilling de San Fernando, posteriormente se especializó como contador en el Instituto Comercial Alberto Valenzuela Llanos en la misma ciudad.
Trabajo en el ex INP, donde ocupó cargos de importancia. Además, fue insigne voluntario de la centenaria Primera Compañía de Bomberos de la ciudad de San Fernando, así como presidente y colaborador del "Club de Deportes Colchagua".

## Vida pública
En vida, fue un hombre de principios muy claros y además, nunca se jactó de ser autoridad ya que siempre y, donde podía, conversaba con cada uno de los habitantes de la ciudad que pretendía tener algún diálogo para expresarle sus problemas o buscar una solución para estos.
En 1960 fue elegido regidor por San Fernando. Fue alcalde de San Fernando por primera vez durante el período 1963 – 1967 representando al Partido Radical el cual abandonó en 1969, en cuya gestión se remodeló el Estadio Municipal de la ciudad, y se reparó absolutamente la cancha principal, fue un trabajo completísimo con drenaje apropiado y lógicamente pasto nuevo.
Su siguiente participación política la hizo en el partido Democracia Radical (1969-1973), hasta el golpe militar, siendo reelegido regidor para el período 1971-1975. Después con la reorganización política participó en el Frente Nacional del Trabajo (1985-1987), el cual dio origen a Renovación Nacional (1987-2013), dónde fue un pilar en la fundación a nivel local y de crecimiento en esa colectividad, por veinte y cinco años.
En las elecciones municipales de 1992, fue elegido Concejal hasta 1996. Tuvo un segundo período alcaldicio entre 1996 y 2000, y buscó la reelección en las elecciones municipales de 2000, pero perdió ante el comunista José Figueroa. No obstante, resultó elegido como Concejal por el período 2000-2004.
Se presentó a la elección a Alcalde del año 2004, obteniendo la segunda mayoría. En las elecciones municipales de 2008, donde empató con su compañero de lista Osvaldo Maturana Correa, para ocupar el cargo de concejal, hecho que fue dirimido por el Tribunal Calificador de Elecciones, cuyo resultado le fue adverso.

## Fallecimiento
Su deceso se produce a los 86 años de edad como consecuencia de un cáncer que lo aquejaba. Debido a ello, el alcalde Luis Berwart Araya, decreto tres días de duelo comunal, como lo señala el Decreto Alcaldicio Nº485, los días 20, 21 y 22 de febrero.

## Historial electoral

### Elecciones parlamentarias de 1989
- Elecciones Diputados 1989 distrito 34 (San Fernando, Chimbarongo, Las Cabras, Peumo, Pichidegua, San Vicente de Tagua Tagua).[14]

| Candidato                  | Pacto                      | Partido | Votos  | Porcentaje % | Resultado |
| -------------------------- | -------------------------- | ------- | ------ | ------------ | --------- |
| Hugo Rodríguez Guerrero    | Concertación               | PDC     | 19.798 | 22,45        | Diputado  |
| Raúl Herrera Herrera       | Concertación               | PDC     | 17.431 | 19,76        |           |
| Aquiles Cornejo Cornejo    | Democracia y Progreso      | RN      | 14.512 | 16,45        |           |
| Juan Masferrer Pellizzari  | Democracia y Progreso      | UDI     | 17.987 | 20,39        | Diputado  |
| Francisco Fernández Flores | Liberal-Socialista Chileno | PL      | 3.940  | 4,47         |           |
| José Figueroa Jorquera     | Unidad para la Democracia  | PAIS    | 14.527 | 16,47        |           |

### Elecciones municipales de 1992
- Elecciones Municipales de 1992, para San Fernando[15]

| Candidato                           | Pacto                           | Partido     | Votos | Porcentaje % | Resultado |
| ----------------------------------- | ------------------------------- | ----------- | ----- | ------------ | --------- |
| Juan José Molina Arriagada          | Concertación                    | PDC         | 5.016 | 17,14        | Alcalde   |
| Carlos Alberto Guzmán Garrido       | Concertación                    | PDC         | 1.043 | 3,56         |           |
| Rafael Orlando López Briones        | Concertación                    | PDC         | 1.728 | 5,90         | Concejal  |
| Gabriel Bilbao Salinas              | Concertación                    | PR          | 3.140 | 10,73        | Concejal  |
| Waldo Sergio Medina Arellano        | Concertación                    | PPD         | 845   | 2,89         |           |
| Flor Angel Angel                    | Concertación                    | PS          | 2.025 | 6,92         |           |
| Juan Cucumides Argomedo             | Partido Comunista               | PC          | 335   | 1,14         |           |
| Juan Cortes López                   | Partido Comunista               | PC          | 765   | 2,61         |           |
| José Figueroa Jorquera              | Partido Comunista               | PC          | 1.546 | 5,28         | Concejal  |
| Marcos Medina Soto                  | Partido Comunista               | PC          | 130   | 0,44         |           |
| Manuel Allende Astudillo            | Partido Comunista               | PC          | 378   | 1,29         |           |
| Lautaro Correa Peña                 | Partido Comunista               | PC          | 318   | 1,09         |           |
| Aquiles Cornejo Cornejo             | Participación y Progreso        | RN          | 2.573 | 8,79         | Concejal  |
| Roberto Segundo Silva Saavedra      | Participación y Progreso        | RN          | 2.212 | 7,56         |           |
| Gustavo Valderrama Calvo            | Participación y Progreso        | UDI         | 3.344 | 11,43        | Concejal  |
| Vilma Mariana Villanueva Villalobos | Participación y Progreso        | UDI         | 657   | 2,25         |           |
| María Jimena Piraíno Valenzuela     | Participación y Progreso        | UDI         | 222   | 0,76         |           |
| Fernando Rivadeneira Monreal        | Participación y Progreso        | Ind.Lista D | 1.108 | 3,79         |           |
| Guido Polidori Montoya              | Unión de Centro Centro          | UCC         | 744   | 2,54         |           |
| Juan Gatica Valenzuela              | Unión de Centro Centro          | UCC         | 189   | 0,65         |           |
| Gilberto Calvo Calvo                | Unión de Centro Centro          | UCC         | 347   | 1,19         |           |
| Victoria Muñoz Farías               | Unión de Centro Centro          | UCC         | 112   | 0,38         |           |
| Bernardo Antonio Rebolledo Silva    | Independientes (Fuera De Pacto) | IND.        | 488   | 1,67         |           |

### Elecciones municipales de 1996
- Elecciones Municipales de 1996, para San Fernando[16]

| Candidato                   | Pacto                                         | Partido         | Votos | %     | Resultado |
| --------------------------- | --------------------------------------------- | --------------- | ----- | ----- | --------- |
| Guido Polidori Montoya      | Independientes Progresistas por Centro Centro | ILB             | 590   | 1,97  |           |
| José Figueroa Jorquera      | La Izquierda                                  | PC              | 5.870 | 13,07 | Concejal  |
| Marcos Medina Soto          | La Izquierda                                  | PC              | 210   | 0,70  |           |
| María Paz Correa Tapia      | La Izquierda                                  | Indep. Lista C  | 151   | 0,50  |           |
| Mónica Cid Palma            | Alianza                                       | IND. L D        | 514   | 1,72  |           |
| Aquiles Cornejo Cornejo     | Alianza                                       | RN              | 7.886 | 26,36 | Alcalde   |
| Manuel Maturana Ubilla      | Alianza                                       | RN              | 1.236 | 4,13  | Concejal  |
| Marta Cádiz Coppia          | Alianza                                       | RN              | 1.008 | 3,37  | Concejal  |
| Fernando López Moreno       | Opción Humanista                              | PH              | 204   | 0,68  |           |
| Fiorina González Moya       | Opción Humanista                              | PH              | 110   | 0,37  |           |
| Raúl Herrera Herrera        | Concertación por la Democracia                | PDC             | 3.678 | 12,30 | Concejal  |
| Jorge Parraguez Bravo       | Concertación por la Democracia                | PDC             | 667   | 2,23  |           |
| Sergio Wartenberg Hernández | Concertación por la Democracia                | PRSD            | 2.478 | 8,28  | Concejal  |
| Lorenzo González Cabrera    | Concertación por la Democracia                | PS              | 900   | 3,01  |           |
| Omar Jofré Fuentes          | Concertación por la Democracia                | IND. Lista F PS | 270   | 0,90  |           |
| Luis Riquelme Maturana      | Concertación por la Democracia                | PPD             | 3.301 | 11,04 |           |

### Elecciones municipales de 2000
- Elecciones Municipales de 2000, para San Fernando[17]

| Candidato                    | Pacto                                      | Partido       | Votos | Porcentaje % | Resultado |
| ---------------------------- | ------------------------------------------ | ------------- | ----- | ------------ | --------- |
| Ricardo Lisboa Henríquez     | Humanistas y Ecologistas                   | PH            | 134   | 0,45         |           |
| Fernando López Moreno        | Humanistas y Ecologistas                   | PH            | 75    | 0,25         |           |
| Roberto Fernández Díaz       | Humanistas y Ecologistas                   | PH            | 132   | 0,44         |           |
| José Figueroa Jorquera       | La Izquierda                               | PC            | 9.194 | 30,72        | Alcalde   |
| Héctor Flores Donoso         | La Izquierda                               | PC            | 389   | 1,30         |           |
| Héctor Pérez Bahamondes      | La Izquierda                               | PC            | 389   | 1,30         | Concejal  |
| Juan Cortes López            | La Izquierda                               | Ind. Lista B  | 278   | 0,93         |           |
| Alfonso Peña Ramírez         | La Izquierda                               | Ind. Lista B  | 209   | 0,70         |           |
| Santiago Aguilera Mardones   | La Izquierda                               | Ind. Lista B  | 121   | 0,40         |           |
| Aquiles Cornejo Cornejo      | Alianza por Chile                          | RN            | 6.645 | 22,21        | Concejal  |
| Manuel Maturana Ubilla       | Alianza por Chile                          | RN            | 693   | 2,32         | Concejal  |
| Anita Maria Gaete Garreton   | Alianza por Chile                          | UDI           | 1.546 | 5,17         |           |
| Gabriel Bilbao Salinas       | Concertación de Partidos por la Democracia | PRSD          | 3.343 | 11,17        | Concejal  |
| Enrique Calquin Morales      | Concertación de Partidos por la Democracia | PS            | 957   | 3,20         |           |
| Víctor Yáñez Donoso          | Concertación de Partidos por la Democracia | PPD           | 323   | 1,08         |           |
| Víctor Ruz Díaz              | Concertación de Partidos por la Democracia | PDC           | 1.168 | 3,90         |           |
| Carlos Alberto Urzúa Morales | Concertación de Partidos por la Democracia | PDC           | 676   | 2,26         |           |
| Enrique Díaz Quiroz          | Independientes (Fuera De Pacto)            | Independiente | 3.769 | 12,59        | Concejal  |

### Elecciones municipales de 2004
- Elecciones a Alcalde de 2004, para San Fernando[18]

| Candidato                   | Pacto                                      | Partido       | Votos  | Porcentaje % | Resultado |
| --------------------------- | ------------------------------------------ | ------------- | ------ | ------------ | --------- |
| José Figueroa Jorquera      | Juntos Podemos Más                         | PC            | 6.756  | 22,68        |           |
| Aquiles Cornejo Cornejo     | Alianza                                    | RN            | 7.566  | 25,40        |           |
| Juan Paulo Molina Contreras | Concertación de Partidos por la Democracia | PDC           | 12.477 | 41,88        | Alcalde   |
| Gabriel Bilbao Salinas      | Independiente                              | Independiente | 2.611  | 8,76         |           |
| Samuel Ortiz Yáñez          | Independiente                              | Independiente | 382    | 1,28         |           |

### Elecciones municipales de 2008
- Elecciones a Concejales de 2008, para San Fernando[19]

| Candidato                        | Pacto                         | Partido      | Votos | %     | Resultado |
| -------------------------------- | ----------------------------- | ------------ | ----- | ----- | --------- |
| Pedro Pablo Lizana Caro          | Por un Chile limpio           | PRI          | 699   | 2,45  |           |
| Karol Muñoz Pérez                | Por un Chile limpio           | PRI          | 1.891 | 6,63% | Concejal  |
| Manuel Hernán Vidal Melo         | Por un Chile limpio           | PRI          | 125   | 0,44  |           |
| Isabel Ramírez Arriagada         | Por un Chile limpio           | Ind. Lista A | 331   | 1,16  |           |
| Mario González Maturana          | Concertación Progresista      | PS           | 2.895 | 10,15 | Concejal  |
| Roberto Quinteros Donoso         | Concertación Progresista      | ILC          | 1.665 | 5,84  |           |
| Paola Vásquez Rojas              | Concertación Progresista      | ILC          | 248   | 0,87  |           |
| Carlos Javier Urzúa Morales      | Concertación Progresista      | PDC          | 2.356 | 8,26  | Concejal  |
| Jaime Rodrigo Olivares Rodríguez | Concertación Progresista      | ILC          | 487   | 1,71  |           |
| María Cecilia León Urbina        | Concertación Progresista      | ILC          | 293   | 1,03  |           |
| José Figueroa Jorquera           | Juntos Podemos Más            | PCCH         | 1.929 | 6,76  |           |
| Marta Valdés Recabarren          | Juntos Podemos Más            | PCCH         | 161   | 0,56  |           |
| José Luís Alonso Rebolledo       | Juntos Podemos Más            | Ind. Lista D | 208   | 0,73  |           |
| Ricardo Antonio Lisboa Henríquez | Juntos Podemos Más            | PH           | 161   | 0,56  |           |
| Paola Andrea Muñoz Pérez         | Juntos Podemos Más            | PH           | 76    | 0,27  |           |
| Marta Cádiz Coppia               | Alianza por Chile             | RN           | 2.268 | 7,95  | Concejal  |
| Osvaldo Maturana Correa          | Alianza por Chile             | RN           | 2.183 | 7,65  | Concejal  |
| Aquiles Cornejo Cornejo          | Alianza por Chile             | RN           | 2.183 | 7,65  |           |
| Samuel Quiroz Baeza              | Alianza por Chile             | UDI          | 383   | 1,34  |           |
| Guillermo Marín Escobar          | Alianza por Chile             | UDI          | 526   | 1,84  |           |
| Patricia Casanueva Arriagada     | Alianza por Chile             | UDI          | 495   | 1,74  |           |
| Pedro Marchant Villanueva        | Concertación Progresista      | PRSD         | 686   | 2,40  |           |
| Nelson Mella Pérez               | Concertación Progresista      | PRSD         | 358   | 1,26  |           |
| Washington Polidori Venegas      | Concertación Progresista      | PRSD         | 838   | 2,94  |           |
| Irene Valenzuela Berrios         | Concertación Progresista      | PPD          | 156   | 0,55  |           |
| Marcelo Yáñez Valenzuela         | Concertación Progresista      | PPD          | 173   | 0,61  |           |
| Gabriel Bilbao Salinas           | Concertación Progresista      | ILF          | 1.555 | 5,45  | Concejal  |
| Archivaldo Morales Flores        | Independientes fuera de pacto | IND          | 482   | 1,69  |           |
| Rodrigo Hernán Valderrama Toledo | Independientes fuera de pacto | IND          | 692   | 2,43  |           |
| Enrique De Jesús Díaz Quiroz     | Independientes fuera de pacto | IND          | 2.021 | 7,09  |           |